# Felsőmiholjác
Felsőmiholjác (korábban Rácz-Miholjácz, középkori magyar neve Szentmihály, majd Miholánc, horvátul: Gornji Miholjac) falu Horvátországban Verőce-Drávamente megyében. Közigazgatásilag Szalatnokhoz tartozik.

## Fekvése
Verőcétől légvonalban 22, közúton 26 km-re keletre, községközpontjától 8 km-re északnyugatra, Nyugat-Szlavóniában, a Drávamenti-síkságon, Španat és Bakić között fekszik.

## Története
A falu Szentmihály néven már a középkorban is létezett. Neve a közeli Novákkal együtt 1231-ben tűnik fel először a Szent Sír Kanonokrend birtokaként „villa Sancti Michaelis” alakban. Valószínűleg nem sokkal előbb II. András király adományaként került a rend birtokába. A rendnek itt háza volt, melyet IV. Béla király 1255-ös, a rendet Novák birtokában megerősítő oklevele igazol, melyben „villam Sancti Mychaelis, que est villa Domus Sancti Sepulcri” alakban említik. A faluban a 14. század első felében már állt a Szent Mihály tiszteletére szentelt plébániatemplom, mely az 1332 és 1337 között kelt pápai
tizedjegyzékben mint „ecclesia sancti Mychaelis cruciferorum” (azaz a keresztesek Szent Mihály egyháza) szerepel. Bizonyos, hogy ennek a templomnak az alapfalait találták meg a Skorićeva utca 46. szám alatti ház kertjében gödörásás során, ahol emberi csontok is előkerültek. A templom is a rend irányítása alatt állt, melyet az is bizonyít, hogy 1430-ban Domonkos nevű plébánosát Miklós glogoncai prépost nevezte ki. Ez a tény még évszázadokkal később is a köztudatban volt, melynek fényes bizonyítéka, hogy a plébániákat 1660-ban összeíró egyházi vizitátor az itteni egyházközséget még mindig a keresztesek Szent Mihály egyházaként említi („Miholiancz s. Michaelis Cruciferorum”), noha ekkor a rend már régen nem volt jelen a településen. A szentsír lovagok rendháza valószínűleg valahol a templom mellett állt. Ezzel kapcsolatban azonban meg kell említeni, hogy a falutól északkeletre, a mai temető közelében fekvő dűlőt „Gradec”nek nevezik, ami általában várhelyre utal. Azt, hogy milyen vár állt itt, illetve köze volt-e a lovagrendhez csak egy régészeti feltárás tisztázhatná. Közben a település neve Szentmihályról Miholáncra változott. Ilyen alakban szerepel 1501-ben, amikor Benedek nevű plébánosát említik („Benedictus plebanus de Miholancz”). A középkori település az 1543-as török hódítás során pusztult el. A templom viszont átvészelte a nehéz időket, mivel 1660-ban az egyházi vizitáció is említi és a korabeli források alapján csak a 19. században bontották le.
A falu a török uralom idején a Pozsegai szandzsákhoz tartozott. A 17. században feltehetően a környező földek megművelésére Boszniából pravoszláv szerbeket telepítettek be. Ez a szerb lakosság azután is helyben maradt, miután a térség 1684-ben felszabadult a török uralom alól olyannyira, hogy neve előtt a szerbeket jelölő „Rácz-” előtagot használták. 
Az első katonai felmérés térképén „Dorf Racz Miholacz” néven találjuk. Lipszky János 1808-ban Budán kiadott repertóriumában „Rácz-Miholacz” néven szerepel. Nagy Lajos 1829-ben kiadott művében „Miholácz (Rátz-)” néven 70 házzal, 15 katolikus és 421 ortdox vallású lakossal az oppidumok között szerepel.
Verőce vármegye Szalatnoki járásának része volt. 1857-ben 716, 1910-ben 860 lakosa volt. 1910-ben a népszámlálás adatai szerint lakosságának 62%-a szerb, 36%-a horvát anyanyelvű volt. Az I. világháború után 1918-ban az új szerb-horvát-szlovén állam, majd később (1929-ben) Jugoszlávia része lett. 1991-ben lakosságának 52%-a horvát, 43%-a szerb nemzetiségű volt. 2011-ben a településnek 304 lakosa volt.

## Lakossága
| Lakosság változása | Lakosság változása | Lakosság változása | Lakosság változása | Lakosság változása | Lakosság változása | Lakosság változása | Lakosság változása | Lakosság változása | Lakosság változása | Lakosság változása | Lakosság változása | Lakosság változása | Lakosság változása | Lakosság változása | Lakosság változása |
| ------------------ | ------------------ | ------------------ | ------------------ | ------------------ | ------------------ | ------------------ | ------------------ | ------------------ | ------------------ | ------------------ | ------------------ | ------------------ | ------------------ | ------------------ | ------------------ |
| 1857               | 1869               | 1880               | 1890               | 1900               | 1910               | 1921               | 1931               | 1948               | 1953               | 1961               | 1971               | 1981               | 1991               | 2001               | 2011               |
| 716                | 672                | 729                | 844                | 821                | 860                | 882                | 969                | 840                | 816                | 742                | 577                | 455                | 399                | 307                | 304                |

## Nevezetességei
- Mihály arkangyal tiszteletére szentelt középkori plébániatemplomának alapfalai a pravoszláv templomtól 200 méterre a Škorićeva utca 46. szám alatti lakóház udvarán a föld alatt találhatók. A templomot a 19. században bontották le. A helye is gyorsan feledésbe merült, mivel a telek tulajdonosa az alapfalakra véletlenül, gödörásás közben bukkan rá. Körülötte egykor temető volt, amint azt az itt kiásott emberi csontok is bizonyítják.
- A Szentháromság tiszteletére szentelt pravoszláv parochiális temploma[6] 1793-ban épült. A II. világháború idején a teljes templombelső megsemmisült és katolikus templommá építették át. 1957-ben a pravoszláv hívek hozzájárulásával felújították. Utolsó, részbeni felújítására a horvát kulturális minisztérium anyagi támogatásával az 1990-es években került sor. Egyhajós, keletelt épület félköríves ablakokkal. A barokk toronysisakkal fedett karcsú harangtorony a nyugati homlokzat előtt áll. A templomot kőből épített kerítés övezi.
- A felsőmiholjáci magtár épülete egy tágas, neogótikus stílusban épült mezőgazdasági épület.[7] Egykor a Višnjica-puszta szerves része volt. Mezőgazdasági ingatlan illetve a Višnjica-puszta 1846-ban szerepel először egy dokumentumban, amelyben Pejácsevich grófok eladták a birtokot a német Schaumburg-Lippe hercegi családnak. Később a Drašković család lett a tulajdonosa, amely a birtokot rövid idő alatt Szlavónia ezen részének egyik leggazdagabb és legfejlettebb gazdaságává változtatta. A 20. század második felében az ingatlant az IPK Eszék igazgatta, majd 2005 elején magántulajdonba került, de magtár továbbra is Szalatnok város tulajdona maradt. A magtár épülete kétszintes, elnyújtott téglalap alaprajzú épület. Téglából épült, fából készült nyeregtetővel. A homlokzatok nem vakoltak, hanem a téglából lépcsőzetesen kirakott épületdíszekkel, talapzattal és oszlopfővel ellátott pilaszterekkel, valamint neogótikus csúcsívekkel díszítettek. Minden emelet belseje egyedi kialakítású. A mennyezetek fagerendákból készültek, amelyeket megfelelően elhelyezett, ágakkal ellátott faoszlopok támasztanak alá.